# Под знака на Монте Кристо
„Под знака на Монте Кристо“ (на френски: Sous le signe de Monte-Cristo), известен още като Завръщането на Монте Кристо е френски игрален филм от 1968 година, режисьор е Андре Юнебел с участието на Пол Барж и Клод Жад, копродукция на Франция и Италия. Сценарият е осъвременена версия на романа на Александър Дюма „Граф Монте Кристо“.

## Сюжет
Внимание:  Текстът по-долу разкрива сюжета на произведението (или части от него)!
През 1947 г. Едмон Дантес е незаслужено и лъжливо обвинен във връзка с фашистите и отправен в затвора. Въпреки това той успява да избяга с помощта на своя приятел Бертучио и годеницата си Мария. Веднага след това двамата мъже отлитат на малък самолет за Южна Америка. Претърпяват авария, самолетът се разбива в океана и те са обявени за загинали. Те обаче оживяват и след много неудачи и тежък труд. Те опознават младата жена Линда и нейния баща и се срещат със стария пияница Фариа. Заедно търсят съкровище, щастието им се усмихва, те забогатяват и се завръщат във Франция за да разкрият заговора срещу Едмон Дантес и да изобличат извършителите. Линда може да примами предателя Вилфорт в изящен капан и отмъщението на Едмонд може да започне.

## В ролите
| Изпълнител      | Роля                            |
| --------------- | ------------------------------- |
| Пол Барж        | Едмон                           |
| Клод Жад        | Линда                           |
| Ани Дюпре       | Мария                           |
| Пиер Брасьор    | Фариа                           |
| Мишел Оклер     | Вилфор                          |
| Раймон Пелегрен | Морсер                          |
| Пол Льо Персон  | Бертучо                         |
| Жан Содре       | Кадрус                          |
| Габриел Гаскон  | Луи, баща на Линда              |
| Пиер Коле       | приятелят на Едмон от аероклуба |
| Леонс Корне     | съдия                           |
| Иска Хан        | китаец                          |